# 2007年11月逝世人物列表
2007年逝世人物列表：1月 - 2月 - 3月 - 4月 - 5月 - 6月 - 7月 - 8月 - 9月 - 10月 - 11月 - 12月
2007年11月逝世人物列表，是用於匯總2007年11月期間逝世人物的列表。

## 依日期排序

### 1日
- 桑尼·布普（Sonny Bupp），79歲，美國兒童演員（《我們的幫派》《公民凱恩》），《公民凱恩》最後一位倖存的演員。[1]
- 特洛伊·李·詹姆斯（Troy Lee James），83歲，美國政治家，俄亥俄州眾議院議員（1967-2000）。[2][3]
- 伊迪絲·莫特裡奇（Edith Motridge），94歲，美國奧運仰泳游泳運動員。[4]
- S·阿裡·拉扎（S. Ali Raza），85歲，印度寶萊塢編劇，心力衰竭。[5]
- 保罗·蒂贝茨（Paul Tibbets），92歲，在廣島投下原子彈的伊諾拉·蓋伊（Enola Gay）的美國飛行員，心力衰竭。[6]
- 保羅·伍茲（Paul Woods），57歲，英國橄欖球聯盟和橄欖球聯盟球員。[7]

### 2日
- Oreste Benzi，82歲，義大利羅馬天主教神父。[8]
- 亨利·塞勒（Henry Cele），58歲，南非演員（Shaka Zulu）和足球運動員。[9]
- Charmaine Dragun，29歲，澳大利亞電視新聞主持人，顯然是跳樓自殺。[10]
- The Fabulous Moolah，84歲，美國職業摔跤手。[11][12]
- 邁克爾·菲扎蘭-霍華德勳爵，91歲，英國士兵和朝臣，外交使團元帥（1972-1981）。[13]
- 唐·弗里蘭（Don Freeland），82歲，美國賽車手（印第安那波利斯500）。[14]
- Witold 「Vitek」 Kiełtyka，23歲，波蘭鼓手（被斬首），因公交車撞車受傷。[15]
- 伊戈爾·莫伊謝耶夫（Igor Moiseyev），101歲，俄羅斯編舞家，心力衰竭。[16]
- Jean Pierre Reguerraz，68歲，阿根廷演員。[17]
- Reay Tannahill，77歲，英國食品歷史學家和小說家。[18]
- S.P. Thamilselvan，40歲，斯里蘭卡泰米爾猛虎組織領導人，空襲。[19]
- 约翰·彼得森（John Petersen），65歲，The Beau Brummels和Harpers Bizarre的鼓手，心臟病發作。

### 3日
- 彼得·安德倫（Peter Andren），61歲，澳大利亞獨立議員，胰腺癌。[20][21]
- 莫裡斯·諾埃爾·萊昂·庫夫·德·莫爾維爾，78歲，法國出生的英國羅馬天主教伯明罕大主教（1982-1999）。[22]
- 亚历山大·杰久什科（Aleksandr Dedyushko），45歲，俄羅斯演員，車禍。[23]
- 瑪麗蓮·馬丁內斯（Marilyn Martinez），52歲，美國單口喜劇演員，結腸癌。[24]
- 唐納德·馬修斯（Donald Matthews），82歲，美國政治學家和作家。[25]
- 馬丁·米漢（Martin Meehan），62歲，北愛爾蘭共和黨人，後來的新芬黨活動家，心臟病發作。[26]
- 瑪麗·沃克·菲力浦斯（Mary Walker Phillips），83歲，美國紡織藝術家，阿爾茨海默病。[27]
- 喬治·拉特曼（George Ratterman），80歲，美國職業橄欖球運動員（克利夫蘭布朗隊），阿爾茨海默病併發症。[28]
- Ryan Shay，28歲，美國長跑運動員，在奧運會馬拉松選拔賽中心臟病發作。[29]

### 4日
- 愛德華·巴特爾斯（Edward Bartels），82歲，美國籃球運動員。[30]
- Cyprian Ekwensi，86歲，奈及利亞作家。[31]
- 斯瓦米·加哈納南達（Swami Gahanananda），91歲，孟加拉國宗教領袖，羅摩克里希納教團第14任主席。[32]
- 萩原英雄，94歲，日本畫家。[33][34]
- 多蘿西·拉博斯特裡（Dorothy LaBostrie），79歲，美國詞曲作者（“Tutti Frutti”）。[35][36][37]
- Karl Rebane，81歲，愛沙尼亞科學家。[38]
- 倫納特·倫巴克（Lennart Rönnback），102歲，芬蘭內戰老兵，最後一名白衛隊成員。[39]
- 彼得·維爾特爾（Peter Viertel），86歲，德國出生的美國作家和編劇。[40][41]

### 5日
- 安德里亞·奧雷利（Andrea Aureli），84歲，義大利演員。[42]
- 羅伯托·博爾托盧齊（Roberto Bortoluzzi），86歲，義大利體育記者和電臺廣播員。[43]
- 詹姆斯·布拉巴松（James Brabazon），84歲，英國作家，肺癌。[44]
- 塞爾瑪·布赫霍爾特（Thelma Buchholdt），73歲，菲律賓出生的美國作家和政治家，胰腺癌。[45]
- 尼尔斯·利德霍尔姆（Nils Liedholm），85歲，瑞典足球中場和教練。[46]
- 保羅·諾裡斯（Paul Norris），93歲，美國漫畫家，《海王》的共同創作者。[47]
- 保羅·索洛韋（Paul Soloway），66歲，美國五屆世界橋牌冠軍，感染併發症。[48]

### 6日
- 恩佐·比亞吉（Enzo Biagi），87歲，義大利記者。[49]
- 希爾達·佈雷德（Hilda Braid），78歲，英國女演員（EastEnders，Citizen Smith）。[50]
- 約翰·格雷尼爾（John Grenier），77歲，美國政治家，共和黨全國委員會前執行主任。[51]
- George Grljusich，68歲，澳大利亞體育廣播員，肺癌。[52]
- 賽義德·穆斯塔法·卡澤米（Sayed Mustafa Kazemi），47-48歲，阿富汗政治家，前商務部長，巴格蘭工廠爆炸案的受害者。[53]
- 弗雷德·麥克達拉（Fred W. McDarrah），81歲，美國攝影師（鄉村之聲），記錄了垮掉的一代的崛起。[54]
- 喬治·奧斯蒙德（George Osmond），90歲，奧斯蒙德歌唱家族的美國族長。[55]
- 吉米·斯塔格斯（Jimmy Staggs），72歲，美國無線電唱片騎師，食道癌。[56]
- 漢克·湯普森（Hank Thompson），82歲，美國鄉村音樂歌手，肺癌。[57][58]
- 哈吉·穆罕默德·阿裡夫·扎里夫，64-65歲，阿富汗政治家和商人，巴格蘭工廠爆炸案的受害者。[53]

### 7日
- 佩卡-埃裡克·奧維寧（Pekka-Eric Auvinen），18歲，芬蘭大屠殺犯，槍殺自殺。[59]
- 霍巴特·布朗（Hobart Brown），74歲，美國雕塑家，Kinetic Sculpture Race的創始人，肺炎。[60]
- 厄爾·道奇（Earl Dodge），74歲，美國總統候選人（禁酒黨），心臟病發作。[61]
- 保羅·多傑克，93歲，加拿大橄欖球聯盟裁判。[62]
- George W. George，87歲，美國百老匯和電影製片人（《我與安德列的晚餐》），帕金森病。[63]
- Salome Gluecksohn-Waelsch，100歲，德裔美國遺傳學家。[64]
- Petr Haničinec，77歲，捷克演員。[65]
- Arthur Hezlet，93歲，英國皇家海軍中將，潛艇艇員和海軍歷史學家。[66]
- 莉迪亞·伊萬諾娃（Lidia Ivanova），71歲，俄羅斯電視記者，播音員和作家，糖尿病。[67]
- 亞歷杭德拉·邁耶（Alejandra Meyer），70歲，墨西哥電視劇女演員，心力衰竭。[68]

### 8日
- 約翰·阿爾平（John Arpin），70歲，加拿大鋼琴家和作曲家，癌症。[69]
- 滨尾文郎（Stephen Fumio Hamao），77歲，日本羅馬天主教樞機主教，橫濱前主教，肺癌。[70]
- 鮑比·哈羅普（Bobby Harrop），71歲，英格蘭足球運動員（曼聯）。[71]
- 唐納德·赫里奧特（Donald R. Herriott），79歲，美國物理學家。[72]
- 弗朗辛·派克（Francine Parker），81歲，美國電影導演（FTA），心力衰竭。[73]
- Dulce Saguisag，64歲，菲律賓政治家，前社會福利與發展部部長，車禍。[74]
- 高橋資祐，66歲，日本電影導演和故事板藝術家，肺癌。[75]
- David G. P. Taylor，74歲，英國商人和公職人員，蒙特塞拉特省省長（1990-1993）。[76]
- 津田文吾，89歲，日本政治家，神奈川縣前知事，結直腸癌。[77]
- 查克·瓦拉（Chad Varah），95歲，英國聖公會牧師，撒瑪利亞人的創始人。[78]

### 9日
- 海倫·培根（Helen H. Bacon），88歲，美國古典學者。[79]
- 路易斯·埃雷拉·坎平斯，82歲，委內瑞拉總統（1979-1984），長期患病。[80]
- 洛林·費舍爾（Lorraine Fisher），79歲，美國棒球運動員（AAGPBL）。[81]
- 細川勲平，92歲，日裔美國作家和記者。[82]
- 伊利亞·茲巴爾斯基（Ilya Zbarsky），94歲，列寧陵墓的俄羅斯負責人。[83]

### 10日
- Laraine Day，87歲，美國女演員（《外國記者》《至高無上》）。[84]
- 約翰·費（John Fee），43歲，北愛爾蘭民族主義政治家（SDLP），腦瘤。[85]
- 奧古斯都·霍金斯（Augustus F. Hawkins），100歲，美國加利福尼亞州眾議院議員（1963-1991）。[86]
- 諾曼·梅勒（Norman Mailer），84歲，美國普利策獎得主（《裸體與死者》、《劊子手之歌》），腎功能衰竭。[87]
- 約翰·H·諾布爾（John H. Noble），84歲，俄羅斯古拉格的美國囚犯和作家（《我是俄羅斯的奴隸》），心臟病發作。[88]
- 約翰·斯坦尼爾爵士，82歲，英國陸軍元帥，總參謀長（1982-1985）。[89]
- 唐達·韋斯特（Donda West），58歲，美國教授，坎耶·韋斯特（Kanye West）的母親，冠狀動脈疾病。[90]

### 11日
- 羅伯·弗羅斯特（Rob Frost），57歲，英國基督教傳教士，皮膚癌，肝衰竭。[91]
- 安德斯·哈爾德（Anders Hald），94歲，丹麥統計學家。[92]
- 林田悠紀夫，91歲，日本政治家（參議院），京都知事，法務大臣，心力衰竭。[93]
- 草薙幸二郎，78歲，日本演員，間質性肺病。[94][95]
- Berkeley Lent，86歲，俄勒岡州最高法院的美國法官，心臟病發作。[96]
- 德爾伯特·曼（Delbert Mann），87歲，美國電影導演（《馬蒂》，《分開的桌子》，《單身派對》），奧斯卡獎得主（1956年），肺炎。[97]
- 迪克·諾蘭（Dick Nolan），75歲，美國NFL球員和教練（三藩市49人隊，新奧爾良聖徒隊），49人隊教練邁克·諾蘭（Mike Nolan）的父親。[98]
- Omwony Ojwok，60歲，烏干達政治家，前部長，心力衰竭。[99]
- 瑪格麗托·蓬波索（Margarito Pomposo），96-97歲，墨西哥奧運長跑運動員。[100]
- 关本忠弘，80歲，日本電子工程師和企業高管，NEC前總裁兼董事長，中風。[101]
- 崔西·威廉姆森（Trish Williamson），52歲，英國電視台天氣主持人和製片人，車禍。[102]

### 12日
- 斐迪南多·巴爾迪（Ferdinando Baldi），80歲，義大利編劇、電影導演和製片人。[103]
- 路易士·蓋倫（Louis Galen），82歲，美國慈善家和銀行家，心力衰竭。[104]
- 劉光英，84歲，加拿大華裔政治家。[105]
- Khanmohammed Ibrahim，88歲，印度板球運動員。[106]
- 維賈伊·庫瑪律·坎德爾瓦爾（Vijay Kumar Khandelwal），71歲，印度議員。[107]
- 彼特·庫恩霍夫（Piet Koornhof），82歲，南非政治家，前部長和大使。[108]
- 艾拉·莱文（Ira Levin），78歲，美國作家（《迷迭香的寶貝》《斯蒂福德的妻子》）和劇作家（《死亡陷阱》），心臟病發作。[109]
- 蒂尼烏斯·納格爾-埃裡克森（Tinius Nagell-Erichsen），73歲，挪威出版商（Aftenposten和Verdens Gang）。[110]
- Janlavyn Narantsatsralt，50歲，蒙古總理（1998-1999），車禍。[111]
- A. Palanisamy，74歲，印度排球運動員。[112]
- Peter “Cool Man” Steiner，90歲，瑞士音樂家和藝人，跌倒。[113]
- 萊斯特·齊夫倫（Lester Ziffren），101歲，西班牙內戰期間的美國記者，編劇和外交官，心力衰竭。[114]

### 13日
- 瓦哈卜·阿克巴尔（Wahab Akbar），47歲，菲律賓政治家，巴西蘭省代表，2007年Batasang Pambansa爆炸案受害者。[115]
- 哈罗德·伯尔曼（Harold J. Berman），89歲，美國哈佛法學院教授（1948-1985）。[116]
- 亞歷克·庫克（Alec Cooke），Islandreagh男爵庫克（Baron Cooke），87歲，英國同齡人，前北愛爾蘭參議員。[117][118]
- 約翰·多爾蒂（John Doherty），72歲，英國足球運動員，效力於曼聯（1952-1957）和巴斯比·貝貝。[119]
- 休·吉本斯（Hugh Gibbons），91歲，愛爾蘭議員和蓋爾足球運動員。[120]
- 托尼·哈里斯（Tony Harris），36歲，美國籃球運動員（華盛頓州美洲獅隊），可能自殺。[121]
- 稻尾和久，70歲，日本名人堂棒球運動員，西鐵雄獅隊（1956-1969），癌症。[122]
- 埃裡克·庫爾曼加利耶夫（Erik Kurmangaliev），47歲，俄羅斯-哈薩克歌劇歌手，肝病。[123]
- 約翰·洛夫裡奇爵士，82歲，英國國會議員（1970-1983）。[124]
- 罗伯特·泰勒（Robert Taylor），59歲，1972年夏季奧運會4×100米接力金牌得主，心律失常。[125]
- 蒙蒂·韋斯特莫爾（Monty Westmore），84歲，美國化妝師（《胡克》、《侏羅紀公園》、《星際迷航：第一次接觸》）。[126]
- Peter Zinner，88歲，美國電影剪輯師（《獵鹿人》、《教父》、《軍官與紳士》），奧斯卡獎得主（1979年）。[127]

### 14日
- 邁克爾·布洛傑特（Michael Blodgett），68歲，美國演員兼編劇（《超越娃娃谷》），心臟病發作。[128]
- 羅尼·伯恩斯（Ronnie Burns），72歲，美國演員，喬治·伯恩斯（George Burns）和格雷西·艾倫（Gracie Allen）的養子，癌症。[129]
- Hila Elmalich，33歲，以色列時裝模特，神經性厭食症。[130]
- 伯莎·弗萊（Bertha Fry），113歲，美國超級百歲老人，世界第三大老人，肺炎。[131][132]
- 大衛·奧本海姆（David Oppenheim），85歲，美國單簧管演奏家，電視製片人和學術管理人員（Tisch School of the Arts）。[133]
- 亞達夫·潘特（Yadav Pant），82歲，尼泊爾經濟學家和政治家。[134]
- 巴勃羅·安東尼奧·維加·曼蒂拉（Pablo Antonio Vega Mantilla），88歲，尼加拉瓜羅馬天主教朱加爾帕主教。[135]

### 15日
- 小約翰·克羅斯（John Cross Jr），82歲，美國第16街浸信會牧師，中風。[136]
- 塞爾吉奧·德爾·瓦萊·希門尼斯，80歲，古巴將軍和政治家，前陸軍參謀長和部長。[137]
- Domokos Kosáry，94歲，匈牙利歷史學家，匈牙利科學院院長（1990-1996）。[138]
- 奧黛麗·麥考爾（Audrey McCall），92歲，美國活動家，俄勒岡州第一夫人（1967-1975），前州長湯姆·麥考爾（Tom McCall）的遺孀，因跌倒而併發症。[139]
- Lauren S. McCready，92歲，美國海軍上將，美國商船學院的先驅，心力衰竭。[140]
- Joe Nuxhall，79歲，美國職業棒球大聯盟投手和辛辛那提紅人隊的廣播員，癌症。[141]
- 喬治·范·米特（George Van Meter），75歲，美國奧運自行車運動員。[142]

### 16日
- 哈羅德·阿方德（Harold Alfond），93歲，美國商人和慈善家。[143]
- Gene H. Golub，75歲，美國數學家和計算機科學家，髓系白血病。[144][145]
- Pierre Granier-Deferre，80歲，法國電影導演。[146]
- Grethe Kausland，60歲，挪威女演員和歌手，肺癌。[147][148]
- 派翠克·凱利（Patrick F. Kelly），78歲，美國聯邦法官。[149]
- Trond Kirkvaag，61歲，挪威喜劇演員，癌症。[150]
- Don Metz，91歲，加拿大冰球運動員（多倫多楓葉隊）。[151]
- 傑里·邁耶斯（Jerry Meyers），53歲，美國職業橄欖球運動員（芝加哥熊隊，堪薩斯城酋長隊）。[152]
- 詹姆斯·丹尼爾·尼德格斯，90歲，美國納什維爾羅馬天主教主教（1975-1992），出血。[153]
- 維克多·拉比諾維茨（Victor Rabinowitz），96歲，美國左翼客戶和事業律師。[154]
- 安德里亞·斯特雷頓（Andrea Stretton），55歲，澳大利亞藝術記者和電視節目主持人，肺癌。[155]
- 亞瑟·沃茨爵士，76歲，英國律師和外交官。[156]

### 17日
- 歐文·布魯斯通（Irving Bluestone），90歲，UAW的美國談判代表，心力衰竭。[157]
- 蘭迪斯·埃弗森（Landis Everson），81歲，美國詩人，顯然是被槍殺的。[158]
- 奧列格·加岑科（Oleg Gazenko），88歲，俄羅斯太空科學家。[159][160]
- Hy Lit，73歲，美國廣播唱片騎師，帕金森病。[161]
- 羅伯特·埃文德·麥克奈爾，83歲，美國政治家，南卡羅來納州州長（1965-1971），腦癌。[162]
- Ambroise Noumazalaye，74歲，剛果政治家，總理（1966-1968）。[163]
- R. S. Pathak，82歲，印度法學家，印度前首席大法官，心臟病發作。[164]
- 弗農·斯坎內爾（Vernon Scannell），85歲，英國詩人，長期患病。[165]
- 蓋爾·謝里丹（Gail Sheridan），92歲，美國女演員，中風。[166]

### 18日
- 霍利斯·阿爾珀特（Hollis Alpert），91歲，美國影評人，共同創立了全國影評人協會，肺炎。[167]
- 彼得·卡多根（Peter Cadogan），86歲，英國作家和政治活動家（反核活動家）。[168]
- 吉姆·福特（Jim Ford），66歲，美國創作歌手。[169]
- 約翰·休伊（John Hughey），73歲，文斯·吉爾（Vince Gill）和康威·特維蒂（Conway Twitty）的美國鋼吉他手，心力衰竭。
- 埃伦·普赖斯（Ellen Preis），95歲，奧地利擊劍運動員，1932年夏季奧運會金牌得主，腎衰竭。[170]
- 喬·肖，79歲，英國足球運動員，謝菲爾德聯隊出場紀錄保持者。[171]
- 奇琪·威廉姆斯（Chickie Williams），88歲，美國鄉村音樂歌手，Doc Williams的妻子。[172]

### 19日
- 安德列·貝當古（André Bettencourt），88歲，法國抵抗運動戰士和政治家。[173]
- 保羅·布羅迪（Paul Brodie），73歲，加拿大薩克斯管演奏家。[174]
- Nyimpine Chissano，37歲，莫三比克商人，前總統若阿金·希薩諾的兒子，心臟病發作。[175]
- 凱文·杜布羅（Kevin DuBrow），52歲，美國搖滾歌手（Quiet Riot），意外吸食海洛因過量。[176][177]
- 維艾拉·格蘭（Wiera Gran），91歲，波蘭歌手和演員。[178]
- 邁克·格雷戈里（Mike Gregory），43歲，英國獅子會橄欖球聯盟隊長，運動神經元疾病。[179]
- 彼得·海宁，67歲，英國作家，心臟病發作。[180]
- 肯·里克（Ken Leek），72歲，英國國際足球運動員（威爾士，伯明罕城）。[181][182]
- Laulu Fetauimalemau Mata'afa，79歲，薩摩亞教育家、社區工作者、外交官和前國會議員。[183]
- Channaiah Odeyar，91歲，印度人民院議員。[184]
- 格雷厄姆·帕登，57歲，英國足球運動員（諾維奇城，西漢姆聯）。[185]
- 米洛·拉杜洛維奇（Milo Radulovich），81歲，美國飛行員，受到麥卡錫主義的威脅，由愛德華·默羅（Edward R. Murrow）支援，中風。[186]
- 吉姆·林戈（Jim Ringo），75歲，美國職業足球運動員（綠灣包裝工隊）和職業橄欖球名人堂成員。[187]
- 約翰·斯特拉芬（John Straffen），77歲，英國殺人犯，英國服刑時間最長的囚犯（56年），自然原因。[188]
- 瑪格達·薩博（Magda Szabó），90歲，匈牙利作家。[189]
- 迪克·威爾遜（Dick Wilson），91歲，英國出生的美國演員（“惠普爾先生”），自然原因。[190]

### 20日
- 奈傑爾·布裡奇，哈裡奇男爵橋，90歲，英國法官。[191]
- 詹姆斯·拉蒙德（James Lamond），78歲，英國阿伯丁教務長，國會議員（Oldham East，Oldham Central和Royton）（1970-1992），肺炎。[192]
- Ernest “Doc” Paulin，100歲，美國爵士音樂家。[193]
- 伊恩·史密斯（Ian Smith），88歲，羅得西亞政治家，總理（1964-1979）。[194]

### 21日
- Valda Aveling，87歲，澳大利亞鋼琴家、大鍵琴演奏家和鎖骨琴演奏家。[195]
- 费尔南多·费尔南·戈麦斯（Fernando FernánGómez），86歲，西班牙演員。[196]
- 安德魯·福爾迪（Andrew Foldi），81歲，匈牙利歌劇歌手。[197]
- 湯姆·詹森（Tom Johnson），79歲，加拿大名人堂曲棍球運動員，心力衰竭。[198]
- 理查·利（Richard Leigh），64歲，美國作家（《聖血與聖杯》）。[199]
- 諾埃爾·麥格雷戈（Noel McGregor），75歲，紐西蘭板球運動員。[200]
- 赫伯特·萨菲尔（Herbert Saffir），90歲，美國工程師，薩菲爾-辛普森颶風量表的共同創造者；手術併發症。[201]

### 22日
- 莫里斯·贝雅（Maurice Béjart），80歲，法國編舞家。[202]
- Jefferson J. DeBlanc，86歲，美國戰鬥機飛行員，榮譽勳章獲得者，肺炎。[203]
- 江藤隆美，82歲，日本政治家，前眾議院議員，心力衰竭。[204]
- 弗拉基米爾·卡讚采夫，84歲，俄羅斯奧運運動員，3000米障礙賽銀牌得主（1952年）。[205]
- Verity Lambert，71歲，英國電視製片人，BBC第一位女性製片人（《神秘博士》）。[206]
- 理查·諾爾特（Richard Nolte），86歲，美國中東問題專家，中風併發症。[207][208]
- Reg Park，79歲，英國健美運動員，宇宙先生（1951），皮膚癌。[209]
- 達拉斯·施密特（Dallas Schmidt），85歲，加拿大戰鬥機飛行員和政治家。[210]

### 23日
- Peter Burgstaller，43歲，奧地利足球守門員（奧地利薩爾茨堡），射門。[211]
- 派特裡夏·伯恩（Patricia M. Byrne），82歲，美國外交官，美國駐緬甸大使（1979-1983），腦溢血。[212]
- Aloysius C. Galvin，82歲，美國耶穌會神父，斯克蘭頓大學校長（1965-1970），癌症。[213]
- 馬克西米利亞諾·加拉富利奇，69歲，智利奧運籃球運動員。[214]
- 弗蘭克·瓜雷拉（Frank Guarrera），83歲，大都會歌劇院的美國男中音。[215]
- 喬·甘迺迪（Joe Kennedy），28歲，美國棒球運動員，患有高血壓和瓣膜性心臟病。[216]
- 83歲的俄羅斯前克格勃負責人弗拉基米尔·克留奇科夫（Vladimir Kryuchkov）領導了反對米哈伊爾·戈爾巴喬夫的政變。[217]
- 科林·派克（Colin Park），63歲，加拿大奧運帆船運動員[218]
- 奧斯卡·卡梅洛·桑切斯，36歲，玻利維亞足球運動員，癌症。[219]
- 威廉·塔隆（William Tallon），72歲，英國女王伊莉莎白女王（Queen Elizabeth）的僕人。[220]
- 弗朗西斯科·坎德爾·托爾塔哈達，82歲，西班牙加泰羅尼亞作家，癌症。[221]
- Henrietta Valor，72歲，美國百老匯歌手和演員，阿爾茨海默病。[222]
- 羅伯特·維斯科（Robert Vesco），73歲，美國逃亡金融家，肺癌。[223]
- 埃德蒙·霍伊爾·維斯特（Edmund Hoyle Vestey），75歲，英國商人。[224]
- 派特·沃爾什（Pat Walsh），71歲，紐西蘭橄欖球聯盟球員和全黑選拔者（1955-1964）。[225]

### 24日
- 法裡德·巴巴耶夫（Farid Babayev），48歲，俄羅斯政治家，Yabloko黨，槍殺人。[226]
- 凱西·卡爾弗特（Casey Calvert），26歲，美國吉他手（霍桑高地），意外聯合藥物中毒。[227]
- 伊米爾·賈朱伊（Imil Jarjoui），72歲，巴勒斯坦立法委員會和巴解組織執行委員會的巴勒斯坦成員，心臟病發作。[228]
- 安東尼奧·拉默（Antonio Lamer），74歲，加拿大律師和加拿大首席大法官（1990-2000），心臟病。[229]
- 約瑟夫·米尼什，91歲，美國新澤西州眾議院議員（1963-1985）。[230]
- 威廉·奧尼爾（William O'Neill），77歲，美國政治家，康涅狄格州州長（1980-1991），肺氣腫併發症。[231]
- 艾米麗·桑德（Emily Sander），18歲，美國謀殺案受害者。[232]
- 大衛·謝爾頓（David Sheldon），54歲，美國職業摔跤手（“死亡天使”）。[233]
- David H. Shepard，84歲，美國發明家，支氣管擴張症。[234]

### 25日
- Lola Almudevar，29歲，英國新聞記者，車禍。[235]
- Agnethe Davidsen，60歲，格陵蘭政治家，努克市長（1993-2007）。[236]
- 羅伯托·德爾·裘蒂斯（Roberto Del Giudice），67歲，義大利配音演員。[237]
- 亞瑟·迪莫克（Arthur Dimmock），89歲，英國聾人活動家。[238]
- 約翰·德魯里（John Drury），80歲，美國電視記者，肌萎縮側索硬化症。[239]
- Norm Hacking，57歲，加拿大音樂家和作家，疑似心臟病發作。[240]
- 尼爾·霍普（Neil Hope），35歲，加拿大演員（德格拉西初中，德格拉西高中），自然原因。[241]
- 彼得·霍頓（Peter Houghton），68歲，英國首例人工心臟移植手術接受者，多器官衰竭。[242]
- 彼得·利普顿（Peter Lipton），53歲，美國哲學家，心臟病發作。[243]
- Karl Ohs，61歲，美國政治家，蒙大拿州副州長（2001-2005），腦癌。[244]
- 大衛·法蘭西斯·波考克（David Francis Pocock），79歲，英國人類學家。[245]
- 馬特·普萊斯（Matt Price），46歲，澳大利亞記者（Nine Network，The Australian），腦瘤。[246]

### 26日
- 瑪麗特·艾倫（Marit Allen），66歲，英國電影服裝設計師（《疑火夫人》《閉上眼睛》《骯髒的爛流氓》），腦動脈瘤。[247]
- 巴迪·伯裡斯（Buddy Burris），84歲，美式足球運動員。[248]
- 喬治·哈裡斯（George Harris），84歲，澳大利亞足球管理員，前卡爾頓總裁。[249]
- 比爾·哈塔克（Bill Hartack），74歲，美國名人堂騎師，五次肯塔基賽馬會冠軍，心臟病發作。[250]
- 西爾維斯特·埃雷拉（Silvestre S. Herrera），90歲，墨西哥出生的美國士兵，榮譽勳章獲得者。[251]
- Takafumi Isomura，76歲，日本政治家，大阪市長（1995-2003），肝細胞癌。[252]
- 93歲的美國社交名媛伊萊恩·洛裡拉德（Elaine Lorillard）幫助創辦了紐波特爵士音樂節（Newport Jazz Festival）。[253]
- 赫布·麦肯利，85歲，牙買加400米接力金牌得主，1952年夏季奧運會。[254]
- 諾埃爾·米勒（Noel Miller），94歲，澳大利亞板球運動員。[255]
- 羅利·羅德斯（Raleigh Rhodes），89歲，美國二戰飛行員，藍天使的早期領導人，肺癌。[256]
- 雅羅斯拉夫·斯卡拉（Jaroslav Skála），91歲，捷克精神病學家，反對酗酒的活動家。[257]
- 斯坦利·索恩（Stanley Thorne），89歲，英國政治家，普雷斯頓南部和普雷斯頓的工黨議員（1974-1987）。[258]
- 蘇珊·威廉姆斯-埃利斯（Susan Williams-Ellis），89歲，Portmeirion Pottery的英國創始人，支氣管肺炎。[259]
- 梅爾·托爾金（Mel Tolkin），94歲，《你的表演秀》（Your Show of Shows）的美國首席撰稿人。[260]

### 27日
- 阿比代爾的艾倫男爵菲力浦·艾倫（Philip Allen），（Baron Allen of Abbeydale），95歲，英國公務員。[261]
- 伯尼·班頓（Bernie Banton），61歲，澳大利亞石棉肺補償活動家，間皮瘤。[262]
- 羅伯特·凱德（Robert Cade），80歲，美國醫生，佳得樂的發明者，腎衰竭。[263]
- 傑克·埃利斯（Jack Eliis），95歲，英國橄欖球聯盟球員。[264]
- 尼哥底母·基里馬（Nicodemus Kirima），71歲，肯亞羅馬天主教尼耶里大主教，腎衰竭。[265]
- Kavungal Chathunni Panicker，86歲，印度古典舞者。[266]
- 塞西爾·佩恩（Cecil Payne），84歲，美國薩克斯管演奏家，前列腺癌。[267]
- 簡·魯爾（Jane Rule），76歲，加拿大女同性戀主題作品作家，肝癌。[268]
- 肖恩·泰勒（Sean Taylor），24歲，美式橄欖球運動員（華盛頓紅人隊），槍殺人。[269]
- 比爾·威利斯（Bill Willis），86歲，美式橄欖球運動員（俄亥俄州立大學，克利夫蘭布朗隊）和職業橄欖球名人堂成員。[270]

### 28日
- 阿爾伯特·阿斯里揚，56歲，亞塞拜然出生的美國小提琴家、作曲家、編曲家和樂隊領隊，患有白血病。[271]
- 珍妮·貝茨（Jeanne Bates），89歲，美國電影女演員（《橡皮頭》、《虎膽龍威2》），乳腺癌。[272]
- 艾莉·貝因霍恩（Elly Beinhorn），100歲，德國飛行員和作家。[273]
- Fred Chichin，53歲，法國音樂家，詞曲作者和Les Rita Mitsouko的領導者，癌症。[274]
- Donyo Donev，81歲，保加利亞漫畫家和動畫師（《三個傻瓜》）。[275]
- 馬里·芬恩，69歲，美國選角經紀人，（泰坦尼克號，洛杉磯機密，駭客帝國），癌症。[276]
- 托尼·霍蘭德（Tony Holland），67歲，EastEnders的英國聯合創始人。[277]
- 鲍勃·辛普森（Bob Simpson），77歲，加拿大足球運動員，前列腺癌。[278]
- Petter C.G. Sundt，62歲，挪威航運巨頭，癌症。[279]
- 阿什利·提圖斯（Ashley Titus），36歲，南非說唱歌手和電視節目主持人（“胖先生”），心臟問題。[280]
- 詹姆斯·邁爾斯·文納（James Miles Venne），89歲，加拿大薩斯喀徹溫省北部原住民領袖。[281]
- 古德倫·瓦格納（Gudrun Wagner），63歲，拜羅伊特音樂節的德國聯合召集人，沃爾夫岡·瓦格納（Wolfgang Wagner）的妻子。[282]

### 29日
- 詹姆斯·巴伯（James Barber），84歲，英國出生的加拿大烹飪節目主持人（《城市農民》）。[283]
- 拉尔夫·贝尔德（Ralph Beard），79歲，美國肯塔基大學大學籃球運動員，捲入剃鬚醜聞，心力衰竭。[284]
- 亨利·海德，83歲，美國伊利諾伊州眾議院議員（1975-2007）。[285]
- 簡·勞頓（Jane Lawton），63歲，美國馬里蘭州民主黨政治家，心臟病發作。[286]
- 吉姆·內斯比特（Jim Nesbitt），75歲，美國鄉村音樂歌手。[287]
- 邁克爾·沙欣（Michael Shaheen），67歲，美國政府官員和律師。[288]
- 羅傑·伯翰·史密斯（Roger Bonham Smith），82歲，美國通用汽車公司董事長兼首席執行官（1981-1990）。[289]

### 30日
- J. L. Ackrill，86歲，英國哲學家。[290]
- Engin Arık，59歲，土耳其物理學家，飛機失事。[291]
- 西摩·本泽（Seymour Benzer），86歲，美國遺傳生物學家，中風。[292]
- 伊恩·克勞福德（Ian Crawford），73歲，蘇格蘭足球運動員（Hearts）。[293]
- Evel Knievel，69歲，美國特技演員。[294]
- 伊恩·麥克亞瑟（Ian MacArthur），82歲，英國政治家，珀斯和東珀斯郡議員（1959-1974）。[295]
- 弗朗索瓦-澤維爾·奧爾托利（François-Xavier Ortoli），82歲，法國歐盟委員會主席（1973-1977）。[296]
- 約翰·斯特魯內爾（John Strugnell），77歲，美國聖經學者，感染併發症。[297]
- 薩姆·巴斯克斯（Sam Vasquez），35歲，美國綜合格鬥選手，在戰鬥中腦部受傷。[298][299]